# DFB-Hallenpokal 2001
Der DFB-Hallenpokal 2001 wurde in der Westfalenhalle Dortmund ausgetragen und war die letzte Austragung dieses Wettbewerbs. Sieger wurde zum ersten Mal die SpVgg Unterhaching, Torschützenkönig wurde der Marokkaner Abderrahim Ouakili (1. FSV Mainz 05) mit 5 Treffern.

## Modus
Gespielt wurde in vier Gruppen, wobei die 13 Teilnehmer auf drei Dreier- und eine Vierergruppe aufgeteilt wurden.
Die Spieldauer betrug zweimal zwölf Minuten in der Vorrunde und im Halbfinale, im Finale und im Spiel um den 3. Platz zweimal 15 Minuten. Ab dem Viertelfinale wurde der Sieger bei Remis in einem Neunmeterschießen entschieden. Die jeweiligen Gruppenersten und -zweiten erreichten das Viertelfinale. 

## Teilnehmer
Gesetzt waren der Gastgeber Borussia Dortmund, der amtierende Deutsche Meister FC Bayern München sowie die beiden Finalisten des Vorjahres, die SpVgg Greuther Fürth und Borussia Mönchengladbach. Dem Vorjahressieger Mönchengladbach war der Titel im Nachhinein durch das Doping-Vergehen des Niederländers Quido Lanzaat vom DFB-Bundesgericht ab- und den Fürthern zuerkannt worden. Letztendlich wurden beide Mannschaften zugelassen, was die ungerade Teilnehmerzahl erklärt. In drei Qualifikationsturnieren, die in Riesa, Hannover und Stuttgart stattfanden, konnten sich neun weitere Mannschaften qualifizieren.
Gesetzte Teams:
- SpVgg Greuther Fürth (Titelverteidiger)
- Borussia Mönchengladbach (Vorjahresfinalist)
- Borussia Dortmund (Gastgeber)
- Bayern München (Deutscher Meister 2000)

Qualifizierte Teams:
- SpVgg Unterhaching (Sieger Stuttgart)
- Hansa Rostock (Sieger Riesa)
- Werder Bremen (Sieger Hannover)
- 1. FSV Mainz 05 (Zweiter Stuttgart)
- Energie Cottbus (Zweiter Riesa)
- FC St. Pauli (Zweiter Hannover)
- SSV Reutlingen 05 (Dritter Stuttgart)
- 1. FC Köln (Dritter Riesa)
- VfL Bochum (Dritter Hannover)

## Gruppenphase

### Gruppe A
| Pl. | Mannschaft               | Sp. | S | U | N | Tore    | Diff. | Punkte |
| --- | ------------------------ | --- | - | - | - | ------- | ----- | ------ |
| 1.  | SpVgg Greuther Fürth     | 3   | 2 | 0 | 1 | 008:300 | +5    | 06     |
| 2.  | 1. FSV Mainz 05          | 3   | 2 | 0 | 1 | 006:400 | +2    | 06     |
| 3.  | Hansa Rostock            | 3   | 1 | 0 | 2 | 006:700 | −1    | 03     |
| 4.  | Borussia Mönchengladbach | 3   | 1 | 0 | 2 | 003:900 | −6    | 03     |

|                 | Ergebnis |                 |
| --------------- | -------- | --------------- |
| Mönchengladbach | 2:1      | Mainz           |
| Rostock         | 1:3      | Fürth           |
| Mainz           | 3:1      | Rostock         |
| Fürth           | 4:0      | Mönchengladbach |
| Mönchengladbach | 1:4      | Rostock         |
| Mainz           | 2:1      | Fürth           |

### Gruppe B
| Pl. | Mannschaft         | Sp. | S | U | N | Tore    | Diff. | Punkte |
| --- | ------------------ | --- | - | - | - | ------- | ----- | ------ |
| 1.  | SpVgg Unterhaching | 2   | 2 | 0 | 0 | 006:300 | +3    | 06     |
| 2.  | VfL Bochum         | 2   | 1 | 0 | 1 | 005:600 | −1    | 03     |
| 3.  | FC Bayern München  | 2   | 0 | 0 | 2 | 005:700 | −2    | 0      |

|        | Ergebnis |              |
| ------ | -------- | ------------ |
| Bayern | 3:4      | Bochum       |
| Bochum | 1:3      | Unterhaching |
| Bayern | 2:3      | Unterhaching |

### Gruppe C
| Pl. | Mannschaft        | Sp. | S | U | N | Tore    | Diff. | Punkte |
| --- | ----------------- | --- | - | - | - | ------- | ----- | ------ |
| 1.  | Werder Bremen     | 2   | 1 | 1 | 0 | 003:200 | +1    | 04     |
| 2.  | Energie Cottbus   | 2   | 0 | 2 | 0 | 005:500 | ±0    | 02     |
| 3.  | SSV Reutlingen 05 | 2   | 0 | 1 | 1 | 003:400 | −1    | 01     |

|            | Ergebnis |            |
| ---------- | -------- | ---------- |
| Bremen     | 1:0      | Reutlingen |
| Reutlingen | 3:3      | Cottbus    |
| Bremen     | 2:2      | Cottbus    |

### Gruppe D
| Pl. | Mannschaft        | Sp. | S | U | N | Tore    | Diff. | Punkte |
| --- | ----------------- | --- | - | - | - | ------- | ----- | ------ |
| 1.  | 1. FC Köln        | 2   | 2 | 0 | 0 | 008:300 | +5    | 06     |
| 2.  | Borussia Dortmund | 2   | 1 | 0 | 1 | 004:600 | −2    | 03     |
| 3.  | FC St. Pauli      | 2   | 0 | 0 | 2 | 004:700 | −3    | 0      |

|          | Ergebnis |           |
| -------- | -------- | --------- |
| Dortmund | 1:4      | Köln      |
| Köln     | 4:2      | St. Pauli |
| Dortmund | 3:2      | St. Pauli |

## Finalrunde

### Viertelfinale
|              | Ergebnis   |          |
| ------------ | ---------- | -------- |
| Fürth        | 3:0        | Bochum   |
| Unterhaching | 2:1        | Mainz    |
| Bremen       | 4:2        | Dortmund |
| Köln         | 4:5 n.N. 1 | Cottbus  |

### Halbfinale
|              | Ergebnis |         |
| ------------ | -------- | ------- |
| Fürth        | 0:2      | Bremen  |
| Unterhaching | 5:2      | Cottbus |

### Spiel um Platz 3
|       | Ergebnis   |         |
| ----- | ---------- | ------- |
| Fürth | 2:3 n.N. 1 | Cottbus |

### Finale
|        | Ergebnis   |              |
| ------ | ---------- | ------------ |
| Bremen | 5:6 n.N. 1 | Unterhaching |

## Wissenswertes
- In allen vier Turnieren des Hallenmasters 2001 wurden insgesamt 3,785 Mio. DM an Prämien ausgeschüttet.[2]
- Das DSF übertrug jede Partie in voller Länge.[1]
- Eintrittskarten kosteten teilweise bis zu 55 DM.[2]